# Brodnax
Brodnax est une municipalité américaine principalement située dans le comté de Brunswick en Virginie.
Selon le recensement de 2010, Brodnax compte 298 habitants. La municipalité s'étend sur 0,71 mille carré (1,84 km2), dont une partie se trouve dans le comté de Mecklenburg voisin : 0,26 mille carré (0,67 km2) pour 45 habitants.
Brodnax devient une municipalité en 1915.